# Asbecasita
L'asbecasita és un mineral de la classe dels òxids. Va rebre el seu nom l'any 1966 per S. Graeser pels elements de la seva composició: As, Be, Ca i Si.

## Característiques
L'asbecasita és un arsenit, un òxid de fórmula química Ca₃(Ti,Sn4+)Be₂(AsO₃)₆(SiO₄)₂. Cristal·litza en el sistema trigonal formant cristalls tabulars rombohedrals. La seva duresa a l'escala de Mohs es troba entre 6,5 i 7. És de color groc o groc clar, i de diafanitat transparent.
Segons la classificació de Nickel-Strunz, l'asbecasita pertany a «04.JB: Arsenits, antimonits, bismutits; amb anions addicionals, sense H₂O» juntament amb els següents minerals: fetiasita, manganarsita, magnussonita, armangita, nanlingita, stenhuggarita, trigonita, finnemanita, gebhardita, derbylita, tomichita, graeserita, hemloïta, freedita, georgiadesita i ekatita.

## Formació i jaciments
És un mineral que es troba en filons alpins. Sol trobar-se associada a altres minerals com: magnetita, hematites, titanita, apatita, anatasa, malaquita, atzurita, tennantita i molibdenita. La seva localitat tipus és el glaciar Wanni, a la vall de Kriegalp (Valais, Suïssa). A Suïssa també ha sigut trobada a Chummibort i a Brig, totes dues localitats a Valais. També se n'ha trobat asbecasita a les pegmatites de Tennvatn (Sørfold, Noruega), a Devero Alp (Piemont, Itàlia) i a Vetralla (Laci, Itàlia).